# トリシャ・ブラウン
 トリシャ・ブラウン（英: Trisha Brown、1936年11月25日 - 2017年3月18日）は、アメリカ合衆国の振付家・ダンサー。ジャドソン・ダンス・シアターとポストモダンダンス運動の創始者の1人である。 

## 生い立ちと教育
ワシントン州アバディーンで生まれる。1947年にミュージカルを学んだマリオン・ヘイジェージ(Marion Hageage)から指導を受け、アクロバティック、ジャズ、バレエ、タップといった様々なダンススタイルに触れた。高校時代には水中バレエのオリンピック選手コースでトレーニングを積んだ。1958年にミルズ・カレッジでダンスの学士号を取得。卒業後、1958年〜1960年にオレゴン州ポートランドにあるリード・カレッジでダンスの講師として教鞭をとる。また2000年にベイツ大学から名誉博士号（芸術）を取得している。 数年間、当時はコネチカット大学で開催されていたアメリカン・ダンス・フェスティヴァルで、ルイス・ホースト、ホセ・リモン、マース・カニンガムの指導を受けた。 

## 作品

### ダンス
1960年、ブラウンはカリフォルニア州ケントフィールドにあるアンナ・ハルプリンのスタジオでの即興に関する実験的なワークショップに参加した。その後、仲間のシモーヌ・フォルティやイヴォンヌ・レイナーから熱心に薦められてニューヨークに移り住み、マース・カニンガムのスタジオでクラスを持っていたロバート・ダンのもとで、作曲家ジョン・ケージ（カニンガムのパートナーであり緊密なコラボレーター）の偶然性の理論をダンスに応用した構成法を学ぶ。 
そこで実験的なダンスに取り組むイヴォンヌ・レイナー、スティーヴ・パクストン、トワイラ・サープ、ルシンダ・チャイルズ、デビッド・ゴードンと活動をともにし、やがて1962年に前衛的なジャドソン・ダンス・シアターの創設メンバーとなる。 
1960年代後半、ブラウンはロープやハーネスなどの道具を使用して重力に逆らうことを試みた独自の作品を作り、ダンサーが壁面を歩行したり、壁を歩いて降りて来たり、安定性のダイナミクスをめぐる実験を行ったりできるようにした。こうした「道具のピース（equipment pieces）」は、やがてブラウンの手法となるものの内で最初の明確なまとまりをなしたシリーズであり、以後、彼女はキャリア全体を通じて様々なダンスの「サイクル」を生み出していく。初期の Walking on the Wall（1971年）と Roof Piece（1971年）は、特定の場所で上演されるために設計されたサイト・スペシフィック作品である。 
1970年、ブラウンは実験的なダンス集団であるグランド・ユニオンを共同設立し、さらにトリシャ・ブラウン・ダンス・カンパニーを創設した。ダンサーが仰向けで行う Accumulation（1971）はあらゆる種類の公共空間で上演されたが、水に浮かんだ筏の上でダンサーたちが累積的な所作を正確にこなす上演もあった。Walking on the Wall はハーネスをつけて壁面を歩行する作品、Roof Piece はニューヨークのソーホーにある10ブロック内の屋上12か所で行われ、各ダンサーは最寄りの屋上にいるダンサーに動きを伝えていった。1974年にはミネソタ州ミネアポリスのウォーカー・アート・センターでのレジデンス制作を開始、これは晩年まで継続された。1978年の Accumulation with Talking plus Watermotor は、3つの異なる作品の要素を組み合わせた複雑なソロで、ブラウンはダンス界では稀に見る精神的・肉体的な超絶技巧を見せた。ブラウン作品の厳格な構造は、日常動作もしくはシンプルな動きの様式および屈折したユーモアと組み合わされ、この時代の主流をなす「モダンダンス」の傾向に楔を打ち込む知的な感性をもたらした。
1980年代のブラウンは、他のアーティストと協働しながら、舞台で上演される大規模な作品を制作するが、その皮切りとなったのがロバート・ラウシェンバーグが舞台美術と衣装を担当した Glacial Decoy（1979年）である。この時期は、当時のブラウン作品に特徴的な、滑らかで高度に設計された動きのスタイルが際立っている。Opal Loop（1980年）、Son of Gone Fishin'（1981年）、そしてラウシェンバーグの舞台美術とパフォーマンス・アーティストのローリー・アンダーソンの音楽を伴う Set and Reset（1983年）などといった「分子構造サイクル」で、ブラウンはダンス界の革新者として、また世界的に重要なアーティストとして地位を確立した。Set and Reset では、3つのスクリーンと5つの16ミリ映写機により、別々の白黒フィルムのコラージュが同時に投影され（振付作品においてヴィデオ機材が当たり前になる20年以上も前である）、新聞紙を思わせるような灰色と黒の形が描かれた半透明の衣装を着たダンサーたちは、寄せては返す波のように舞台上を飛び回った。
マース・カニンガムとジョン・ケージがそれぞれ別個にプロジェクトに取り組み、各要素をどう関連付けるかは観客に委ねたのとは異なり、ブラウンとそのコラボレーターは両者の間で共有されたイメージに向かって作業した。 
彫刻家のナンシー・グレイヴスが舞台美術を担当した Lateral Pass（1985年）とともにブラウンの「勇壮サイクル」が始まる。より大きなパッドを用いた、一層大胆な動きのフレーズによって、進化するブラウンの空間美学を明確に表した作品である。これに続いて、舞台美術および音響コンセプトをドナルド・ジャッドが担当する Newark（1987年）が生まれる。 Astral Convertible（1989年）および Foray Forêt（1990年）では、再びラウシェンバーグが衣装と舞台装置を手掛けた。Astral Convertible はワシントンDCのナショナル・ギャラリーから委嘱されたもので、1991年の大規模なラウシェンバーグ展の一環として、ナショナル・モールを見下ろす美術館の階段で上演された。 Foray Forêt の上演においては、その街ごとに地元のマーチング・バンドが参加する。For M.G. （1991年。「M.G.」は1990年に亡くなった元フランス文化大臣のミシェル・ギィのこと）は彫刻性と運動性を兼ね備えた作品で、冒頭では8の字を描いて舞台上を走り回る一人のダンサーが、減速しながら中央に向かい、ゆっくりとした動きに入っていく。
You Can See Us（1996年）では、ミハイル・バリシニコフと共演した。ブラウンが観客に終始背中を向けて踊るソロ作品 If You Could n't See Me（1994年）をもとにした鏡合わせのデュエット作品であり、何もない舞台上で、10分間の電子的な「サウンドスコア」に合わせて上演された。 
1990年代にはクラシック音楽への振付に向かい、バッハの『音楽の捧げ物』に基づく作品 M.O.（1995年）と、モンテヴェルディのオペラ『オルフェオ』（1998年）を発表した。また El Trilogy（1998〜2000年）ではジャズにインスピレーションを見出し、2001年にはオペラの第2作として Luci mie traditrici（サルヴァトーレ・シャリーノ作曲）を完成させ、2002年にはサイモン・キーンリーサイドを迎えてシューベルト『冬の旅』を上演している。2004年、再びローリー・アンダーソンと組み、パリ・オペラ座バレエにおいて O Zlozony / O Composite を発表。ブラウンの弟子筋にはダイアン・マッデンとスティーブン・ペトロニオがいる。後者は初の男性ダンサーとして1979年にブラウンのカンパニーに加入した。ブラウンの最後の振付作品は2011年に発表されている。

### ドローイング
長年にわたり、ブラウンとアーティストたちのコラボレーションは知られてきたが、他方でかなりの量のドローイングも制作してきた。近年それらは公開されており、2008年にはミネアポリスのウォーカー・アート・センターでブラウンの作品を振り返る大がかりな展覧会・上演 Trisha Brown: So That the Audience Does Not Know Whether I Have Stopped Dancing も開かれた。2009年には、夫のバート・バーの作品を扱うチェルシーのギャラリーSikkema Jenkins＆Companyが、1970年代からのブラウンの作品をまとめてニューヨークでの初個展を開催した。 

## 展覧会
2003年、「Trisha Brown：Dance and Art in Dialogue 1961-2001」と題した展覧会が、フィリップス・アカデミーのアディソン・ギャラリー・オヴ・アメリカン・アート およびスキッドモア・カレッジのタン・ティーチング・ミュージアム・アンド・アートギャラリーで開催され、翌年ヘンリー・アート・ギャラリーに巡回した。2007年には、ブラウンの振付作品とドローイング作品がドクメンタ12に出品された。2008年、ウォーカー・アート・センターでは Trisha Brown: So That the Audience Does Not Know Whether I Have Stopped Dancing が開催された。2010年にはトリシャ・ブラウン・ダンス・カンパニー40周年のシーズンを記念し、ホイットニー美術館において Off the Wall: Part 2 — Seven Works by Trisha Brown の一環としていくつかの上演が行われた。 
2011年、ニューヨーク近代美術館のアトリウムで、On Line: Drawing Through the 20th Century と題した展覧会に関連する上演・展示企画の一環としてトリシャ・ブラウン・ダンス・カンパニーは上演を行った。同年、ポルトのセラルベス財団でも「トリシャ・ブラウン」と題する展示と上演が行われた。 

## 評価
ブラウンは1991年にマッカーサー基金の助成を受けた。 
1994年から1997年にかけてブラウンは全国芸術評議会に参画した。 数々の名誉博士号を与えられており、アメリカ芸術アカデミー名誉会員でもある。1988年にはフランス政府から芸術文化勲章（シュヴァリエ）を受け、2000年1月にオフィシエ、2004年にコマンドゥールを受勲している。 ブラウンの作品 Set and Reset は、フランスでは舞踊研究を志す学生の学部カリキュラムに含まれている。1994年、サミュエル・H・スクリップス・アメリカン・ダンス・フェスティヴァル賞を受賞。2000年、国立ダンス博物館のコーネリアス・ヴァンダービルト夫妻記念ホイットニー殿堂に登録。2002年に全米芸術勲章を授与され、2005年には生涯の功績を讃えるブノワ舞踊賞を受賞した。 
2010-11年のロレックス・メントー・プロテジェ アート・イニシアチヴの一環として、ブラウンはオーストラリアのダンサー・振付家のリー・サールをプロテジェに選出した。 
2011年、ブラウンはドロシー＆リリアン・ギッシュ賞（無声映画女優にちなんだ約300,000ドル相当の賞）、および生涯の功績に対してベッシー賞を受賞した。 
2012年、アメリカ合衆国アーティストフェロー賞を受賞。2013年には現代美術財団のロバート・ラウシェンバーグ賞を受賞。 

## 死去
トリシャ・ブラウンは、2017年3月18日、テキサス州サンアントニオで長い闘病の末に亡くなった。遺族は息子のアダム・ブラウンとその妻エリン、4人の孫、そして弟のゴードン・ブラウン、妹のルイザ・ブラウンである。トリシャの夫でアーティストのバート・バーは、2016年11月7日に亡くなっている。 

## 作品
ブラウンの主な作品は以下の通り。 
| - Homemade (1966) - Man Walking Down the Side of a Building (1970) - Floor of the Forest (1970) - Leaning Duets (1970) - Accumulation (1971) - Walking on the Wall (1971) - Roof Piece (1971) - Primary Accumulation (1972) - Group Primary Accumulation (1973) - Structured Pieces II (1974) - Spiral (1974) - Locus (1975) - Structured Pieces III (1975) | - Solo Olos (1976) - Line Up (1976) - Spanish Dance' (1976) - Watermotor (1978) - Accumulation with Talking plus Watermotor (1978) - Glacial Decoy (1979) - Opal Loop (1980) - Son of Gone Fishin' (1981) - Set and Reset (1983) - Lateral Pass (1985) - Newark (1987) - Astral Convertible (1989) - Foray Forêt (1990) - For M.G.: The Movie (1991) - One Story as in falling (1992) - Another Story as in falling (1993) | - If you couldn't see me (1994) - M.O. (1995) - Twelve Ton Rose (1996) - L'Orfeo (1998) - Winterreise (2002) - PRESENT TENSE (2003) - O Zlozony/O Composite (2004) - How long does the subject linger on the edge of the volume... (2005) - I love my robots (2007) - L'Amour au Theatre (2009) - Pygmalion (2010) - I'm Going to Toss My Arms – If You Catch Them They're Yours (2011) - Les Yeux et l'âme(2011) - Rogues (2011) |

## 参照資料
注記
1. 1 2  Banes, Sally (2011). “Trisha Brown: Gravity and Levity”. Terpsichore in Sneakers: Post-Modern Dance. Wesleyan University Press. p. 77. ISBN 978-0-8195-7180-9 2016年3月26日閲覧。
2. 1 2 3  「トリシャ・ブラウンの身体へのアプローチ―象徴的身体から個人的身体へ―」、白澤舞、『舞踊学』、第37号、2014年
3. ↑  Hansen, Melody Datz (2016年1月29日). “How Trisha Brown changed the way we think about dance”. Seattle Times 2016年3月26日閲覧。
4. ↑  “Press Release: "Trisha Brown: So That the Audience Does Not Know I Have Stopped Dancing”.   Mills College Art Museum (2009年12月15日). 2016年3月26日閲覧。
5. ↑  Kertess, Klaus (2004). Trisha Brown Early Works 1966-1979. Artpix Notebooks. ISBN 9780966801064
6. 1 2  Roy, Sanjoy (October 13, 2010) "Step-by-step guide to dance: Trisha Brown" The Guardian.
7. ↑  Staff (October 30, 2009) "Trisha Brown Dance Company in Residence at Dia:Beacon, Riggio Galleries" (press release) Archived June 6, 2012, at the Wayback Machine. Dia Art Foundation
8. ↑  Rosenberg, Susan (2016) Trisha Brown: Choreography as Visual Art Wesleyan, Ohio: Wesleyan University Press ISBN 9780819576620
9. ↑  Macaulay, Alastair (May 14, 2008) "Rauschenberg and Dance, Partners for Life", The New York Times; accessed March 20, 2017.
10. ↑  Perron, Wendy (January 11, 2004), "Trisha Brown, the Artist's Dance Partner" The New York Times.
11. ↑  Kisselgoff, Anna (September 16, 1987) "Dance: The Trisha Brown Company in 'Newark'" The New York Times
12. ↑  Swed, Mark (April 5, 2013) "Review: Flashes of lightning in Trisha Brown's 'Astral Converted'" Los Angeles Times
13. ↑  Sulcas, Roslyn (March 17, 2011) "Private Gestural Language, Unfolding Poetically", The New York Times; accessed March 20, 2017.
14. ↑  Grant, Annette (August 8, 1999) "Misha and Trisha, Talking Dance" The New York Times
15. ↑  Dowler, Gerald (October 18, 2010) "Trisha Brown, Queen Elizabeth Hall, London" Financial Times; accessed March 20, 2017.
16. ↑  Macaulay, Alastair (2014年7月18日). “There Is So Much That Must Live On”. The New York Times 2014年7月20日閲覧。
17. ↑  La Rocco, Claudia (April 24, 2009) "40 Years of Creations, Onstage and on Paper", The New York Times; accessed March 20, 2017.
18. ↑  "Trisha Brown, in Stereo" Archived June 20, 2010, at the Wayback Machine. Henry Art Gallery, University of Washington.
19. 1 2  “Trisha Brown: So That the Audience Does Not Know Whether I Have Stopped Dancing — Calendar — Walker Art Center” (英語). www.walkerart.org. 2017年3月25日閲覧。
20. ↑  Kourlas, Gia (September 10, 2010) "On Roofs and Walls, They're Honoring Trisha Brown’s Work" The New York Times
21. ↑  La Rocco, Claudia (January 13, 2011) "Drawings in a Museum, Using Bodies", The New York Times.
22. ↑  "Trisha Brown, March 26 - May 1, 2011", serralves.pt; accessed March 20, 2017.
23. ↑  “Trisha Brown - MacArthur Foundataion”. 2020年3月17日閲覧。
24. ↑  "Trisha Brown: So That the Audience Does Not Know Whether I Have Stopped Dancing, April 18 – July 20, 2008" Walker Art Center, Minneapolis.
25. ↑  "Lifetime Honors - National Medal of Arts" Archived July 21, 2011, at the Wayback Machine., National Endowment for the Arts website; accessed March 20, 2017.
26. ↑  Rosboch, Lili (June 28, 2010) "Rolex Names Artists to Work With Kapoor, Eno in Mentor Program" Bloomberg.
27. ↑  Mackrell, Judith (November 16, 2011) "Lee Serle: following in the footsteps of Trisha Brown" The Guardian; accessed March 20, 2017.
28. ↑  Lee, Felicia R. (October 4, 2011) "Trisha Brown to Receive ‘Bessie’ Lifetime Achievement Award" The New York Times; accessed March 20, 2017.
29. ↑  United States Artists official website
30. ↑  “Trisha Brown :: Foundation for Contemporary Arts”. www.foundationforcontemporaryarts.org. 2018年4月5日閲覧。
31. ↑  Macaulay, Alastair (March 20, 2017) "Trisha Brown, Choreographer and Pillar of American Postmodern Dance, Dies at 80" The New York Times; accessed March 20, 2017.
32. ↑  "Full repertory by date" Trisha Brown Dance Company website

書誌
- Mazzaglia, Rossella (2007) Trisha Brown. Palermo: L'Epos. ISBN 978-88-8302-329-3